# Юнкова, Элишка
Элишка Юнкова-Хасова, Элишка Юнкова (чеш. Eliška Junková), известная также под именем Элизабет Юнек (Elizabeth Junek), в девичестве — Альжбета Поспишилова (16 ноября 1900, Оломоуц — 5 января 1994, Прага) — чешская автогонщица, заслуженный мастер спорта, первая женщина, выигравшая Гран-При и ставшая абсолютной чемпионкой мира, одна из величайших гонщиц в истории автогонок.
Она участвовала в автогонках с 1924 по 1927 год на собственной Bugatty T30, после смерти мужа закончила карьеру автогонщицы, путешествовала, затем занялась организационной работой в автоспорте, писала для журнала статьи об автомобилях и возглавляла женский автоклуб.
В 2019 году Элишка Юнкова была посмертно награждена медалью Чешской Республики «За заслуги».

## Биография
Альжбета Поспишилова (сокращение имени — «Бетка») родилась 16 ноября 1900 года в Оломоуце, Габсбург-Моравия, Австро-Венгрия, шестым ребёнком в семье рабочего. Из восьми детей, родившихся в этой семье, выжили четверо: Бетка, её сестра и два брата. Сама она описывала своё детство как беззаботное время, и, по её словам, в семье её звали Смешинкой (чеш. Smíšek).
Бетка получила среднее образование в институте Петтингеа (чеш. Pöttingea) — учебном заведении для девочек, сочетавшем принципы семейной школы, средней школы и бизнес-школы. Будучи способной к языкам, и в мечтах о путешествиях, в это время она изучила несколько языков, среди них немецкий — с помощью отца.
Окончив школу в 16 лет, Бетка поступила на работу в биржевой отдел отделения Пражского кредитного банка в Оломоуце, где её руководителем был Ченек Юнек (чеш. Čeněk Junek). Между ними тогда уже возникла симпатия. Когда перед Юнеком встала задача открыть филиал в Брно, он взял с собой опытных сотрудников отдела, среди которых была и Альжбета. В Брно она продолжила изучать языки, кроме того поступила в музыкальную школу. Руководитель школы музыки, мастер Яначек (чеш. Janáček) хвалил её игру.
Когда Ченек Юнек был переведён в Прагу, Поспишилова последовала за ним. Там она сдала государственный экзамен по английскому языку и стала изучать французский. Чтобы лучше освоить язык, она решила пройти стажировку во Франции. Во Франции она нашла работу в Антибе в цветочной фирме господина Кариата.
Поспишилова захотела съездить на Цейлон (через Испанию, Гибралтар, Северную Африку, Переднюю Азию и индийский субконтинент, но сначала её не пропустили испанские таможенники, а затем, когда она решила попробовать устроиться на британский корабль, она не получила британскую визу.
Когда Юнек приехал во Францию чтобы увидеться с ней, они встретились в Париже на проходившем в эти дни автосалоне. Ченек, увлекавшийся автомобилями, передал своё увлечение и ей. Их обоих очаровала увиденная на автосалоне модель Бугатти и они познакомились с её конструктором Этторе Бугатти.
Во время очередного своего приезда в Прагу, перед отъездом в Женеву, Альжбета получила водительские права. В этот её визит в Прагу Ченек Юнек сделал ей предложение, но она решила не торопиться.
Ченек стал участвовать в автогонках и в 1922 году он выиграл гонку Збраслав-Йиловиште.
В 1922 году Альжбета и Ченек поженились, и она сменила как фамилию (приняла фамилию мужа), так и имя — переменила его на «Элишка», производное от английского Элизабет, уменьшительная форма которого — Эли (чешскому имени Альжбета соответствует английское Элизабет, и вне Чехии её так и называли).
Молодожёны заказали у Бугатти гоночную машину 30-й модели, и в 1923 году они её получили.
В 1924 году Элишка за рулём Bugatti T30 выиграла гонку Лахотин-Тржемошна — первую, в которой приняла участие. Это событие стало сенсацией.
В 1925 году она доминировала в популярной гонку Збраслав-Йиловиште, а в 1926 году она установила рекорд в скорости прохождения этой трассы и стала абсолютной чемпионкой в международном зачёте.
В 1926 году Элишка Юнек заняла второе место в сложнейшей гонке на перевале Клаузенпасс в Швейцарии.
В 1927 году она победила на Гран-при Нюрбургринг в Германии.
Во время сложной гонки Тарга Флорио в Сицилии (108 км с перепадом высот больше 1000 метров) в 1927 году из-за неисправности рулевого управления, будучи второй после первого этапа, она в итоге оказалась на пятом месте. Несмотря на это, она получила три приза: за самое быстрое прохождение второго круга, за лучшее любительское выступление и женскую награду. На родине её чествовали как «королеву руля».
В 1928 году она потеряла мужа, который погиб на гонке Нюрбургринга. Она бросила автогонки и решила осуществить свою давнюю месту о путешествии на Цейлон. Этторе Бугатти предоставил ей для этого машину с условием изучить возможности экспорта его машин в Индию.
Вернувшись из путешествия в Индию, Элишка стала заниматься организационной работой в автоспорте. В 1930-х она сотрудничала с Чехословацким автомобильным клубом Моравии и Силезии в подготовке к проведению в Брно кубка Чехословакии (ныне — Трасса имени Масарика).
В 1933 году Элишку Юнкову пригласили на должность руководителя отдела продаж завода Бат, который начал выпускать пневматические шины. Она приняла предложение и до пенсии работала в резинотехнической промышленности.
В 1940 году она усыновила своего осиротевшего племянника Владимира, сына её брата Войтеха Поспишила (Владимир в итоге взял фамилию Юнек)
После войны она вышла замуж за журналиста Ладислава Хаса (чеш. Ladislav Khás).
После национализации промышленности, проведённой в Чехословакии через некоторое время после окончания Второй мировой войны, Элишка работала на разных предприятиях резинотехнической отрасли, затем перешла на работу в министерство химической промышленности.
Несмотря на то, что она завершила свою карьеру автогонщицы, Элишка Юнкова пользовалась большим авторитетом и была признанным экспертом в автоспорте. Но в советский период власти ЧССР запретили ей выезжать из страны, когда она получила приглашение в 1964 году.
С конца 1960-х годов Элишка вела колонку для женщин-водителей в журнале Za volantem по инициативе редактора журнала Алены Гавликовой (чеш. Aleny Havlíkové). Статьи Элишки вызвали большой отклик читательниц журнала. На базе журнала Za volantem и издательства «Транспорт и связь» (чеш. Nakladatelství dopravy a spojů) Элишка и Алена создали неформальный женский водительский клуб, организовали курсы вождения для женщин с уникальными для того времени методиками — в 1960-е годы автошколы не тренировали водителей заезжать в гараж и ездить «змейкой».
Чтобы проводить соревнования, в ЧССР нужна была официальная организация. В январе 1969 года 1-й чешский женский автоклуб получил государственную регистрацию, и Элишка его возглавила. В апреле 1969 года было проведено первое соревнование «Ева». Эти женские автогонки за короткое время стали очень популярными в Чехословакии. Оргкомитет «Евы» изобретал новые конкурсные дисциплины, среди них — заезды с чашкой воды на крыше, слалом с закрытым одеялом лобовым стеклом, конкурс по первой помощи в смоделированной аварии.
Элишка Юнкова умерла 5 января 1994 года.

## Семья
- Муж: Ченек Юнек (чеш. Čeněk Junek; 25 мая 1894, Дольни Чермна, Чехия — 15 июля 1928, Нюрбургринг, Нюрбург, Германия) — автогонщик[10].
- Муж: Ладислав Хас (чеш. Ladislav Khás; 29 июня 1905, Стиберне Гори[англ.], Чехия —  21 февраля 1976) — журналист[11].
- Приёмный сын: Владимир Юнек (чеш. Vladimír Junek[8].

## Награды
- Почётный член Международного клуба бывших гонщиков Гран-при F1[5].
- Медаль Республики Чехия «За заслуги»[7].

## Память
- Имя Элишки Юнковой носит несколько клубов и проводимых в её честь мероприятий.

- В ноябре 1993 года она основала благотворительный фонд Junkova Endowment fund, Elizabeth Junkové, задачей которого является доступ и популяризация богатой истории автомобилестроения, а также поддержка возможного создания Национального автомобильного музея.
- В Злине Элишка основала RC-клуб Eliška Junkové Zlín, который собирает модели гоночных автомобилей и организовует их гонки (серия Grand Prix Eliška Junkové).

- Несколько улиц в Чехии названы в честь Юнковой.
- По случаю Дня Республики Чехия президент Милош Земан 28 октября 2019 года посмертно наградил гонщицу одной из высших государственных наград Чехии — медалью «За заслуги». Награда была передана её сыну Владимиру (чеш. Vladimír Junek)[7].